# Alfred Barye
Alfred Barye le Fils o Alf Barye (París, 21 de diciembre de 1839 - París, 1882) fue un escultor francés, de la Belle Époque, alumno de su padre, el artista Antoine-Louis Barye. Alfred Barye realizó las esculturas de su padre, Antoine-Louis Barye, durante décadas, sin poder poner su propia firma. Esta situación continuó hasta que se produjo una ruptura en la relación entre ambos.
Alfred Barye realizó la obra Le Cavalier arabe con la colaboración de Émile-Coriolan Guillemin hecha en París en la fundición de bronce de la Maison Barbedienne. La obra de Barye comprende bronces de animales así como también de personajes orientales. A petición de su padre, firmaba sus trabajos como «Le fils» para diferenciarlos de los de su padre.
Al igual que su padre, Antoine-Louis Barye, Alfred Barye se convirtió en el escultor favorito de Ferdinand Philippe d'Orléans y, más tarde, en el escultor casi oficial de Napoleón III. Las obras de Alfred Barye también fueron coleccionadas por la familia Napoleón Bonaparte.
Sus temas más exitosos y numerosos fueron los caballos de carreras de la época, pero también se sabe que modeló muchas obras en el estilo de su padre, así como en un estilo propio.

## Museo
Los bronces de Barye están ahora en las colecciones de muchos museos:
- Museo del Louvre, París
- Museo de Orsay, París
- Museo de Brooklyn, Nueva York
- Museo Fogg, Museos de Arte de Harvard, Cambridge (Massachusetts)
- Museo Busch–Reisinger, Museos de Arte de Harvard, Cambridge (Massachusetts)
- Museo Arthur M. Sackler, Museos de Arte de Harvard, Cambridge (Massachusetts)
- Museo de Arte Moderno de São Paulo, Brasil
- Museo de Israel, Jerusalén, Israel
- Appleton Museum of Art, Florida, Estados Unidos

## Exhibición de Arte
Alfred Barye expuso en el Salón de París en los años siguientes: En 1864 exhibió una escultura de bronce de un caballo de carreras titulada Walter Scott. En 1865 expuso varias esculturas de bronce de caballos de carrera. En 1866 exhibió un bronce de un caballo de carreras y un jockey. En 1882 expuso una figura de bronce de un bufón italiano.